# Trofeu

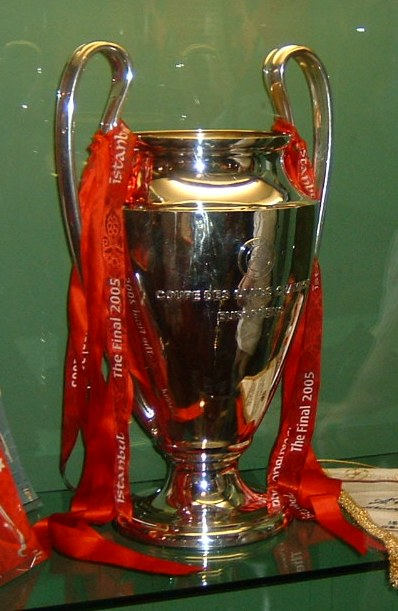
Trofeul Ligii Campionilor UEFA.

Un trofeu este o cupă oferită ca recompensă pentru o anumită realizare, precum câștigarea unei competiții, care servește ca recunoaștere a unor merite. Ele sunt acordate deobicei în competițiile sportive (începând de la juniori și amatori până la sportivi profesioniști), muzicale, de film, etc. Pe lângă trofeu, care rămâne în palmaresul clubului sportiv timp de un an, se acordă o copie a trofeului și medalii, care rămân la componenții echipei. 
Inițial, termenul de trofeu avea înțelesul de pradă de război. O parte a unui animal, precum capul, coarnele, colții, sunt considerate a fi trofee de vânătoare.
Trofeele pot avea diferite forme, cele din sport reprezentând în general ceva care simbolizează acel sport, cum ar fi o minge de fotbal, un baschetbalist, etc. Printre cele mai cunoscute trofee se numără statueta Oscar, care are forma unei persoane, trofeul Campionatului Mondial de Fotbal, Trofeul Ligii Campionilor.